# Bruno Nazário
Bruno dos Santos Nazário (ur. 9 lutego 1995 w Cascavel) – brazylijski piłkarz występujący na pozycji pomocnika w chińskim klubie Henan Songshan Longmen. Wychowanek Figueirense, w swojej karierze reprezentował także barwy Tombense oraz Amériki.